# Giuseppe Alberga
Giuseppe Alberga (Adliswil, 26 settembre 1966) è un allenatore di calcio ed ex calciatore italiano, di ruolo portiere, coordinatore tecnico degli allenatori dei portieri del settore giovanile del Bari.

## Carriera

### Giocatore
Prodotto del vivaio biancorosso, Alberga viene spedito in prestito all'Altamura nel 1986 dove è titolare per due stagioni e vince la Coppa Italia Dilettanti 1987-1988. Al ritorno esordisce coi biancorossi in Serie B (unica presenza in stagione) prima di essere spedito nuovamente in prestito, stavolta al Trani.
Dal 1990 al 1997 ricopre il ruolo di secondo portiere del Bari, raccogliendo 40 presenze complessive. Esordisce in Serie A il 9 dicembre 1990 in Fiorentina-Bari (1-1).
Nel 1997 lascia il capoluogo pugliese per giocare una stagione al Taranto e una al Messina prima del ritiro.

### Allenatore
Messi da parte i guanti da gioco, assume il ruolo di preparatore dei portieri del Bari durante la stagione 2002/2003; negli anni successivi rimane nei quadri del Bari come preparatore dei portieri ed in seguito come vice-allenatore e preparatore dei portieri della Primavera.
Nell'estate 2014 diventa preparatore dei portieri del Matera.
Per la stagione 2015-2016 segue Gaetano Auteri, diventando il preparatore dei portieri del Benevento.
Nella stagione 2016-2017 diviene preparatore dei portieri del Bisceglie con il tecnico Nicola Ragno, ruolo che mantiene anche nella stagione successiva con Nunzio Zavettieri. Il 5 febbraio 2018, a seguito dell'esonero del tecnico calabrese, viene nominato allenatore ad interim per quattro giornate, per poi affiancare nella conduzione della squadra il nuovo allenatore Gianfranco Mancini.
Terminata l'avventura biscegliese nel 2018, si ricongiunge a Ragno prima a Potenza, poi a Taranto e infine a Bitonto. Dal gennaio 2025 è collaboratore tecnico dell' Ischia.

## Statistiche

### Presenze e reti nei club
| Stagione       | Squadra  | Campionato | Campionato | Campionato |
| Stagione       | Squadra  | Comp       | Pres       | Reti       |
| -------------- | -------- | ---------- | ---------- | ---------- |
| 1984-1985      | Bari     | B          | 0          | 0          |
| 1985-1986      | Bari     | A          | 0          | 0          |
| 1986-1987      | Altamura | Int        | 30         | -22        |
| 1987-1988      | Altamura | Int        | 30         | -25        |
| 1988-1989      | Bari     | B          | 1          | 0          |
| 1989-1990      | Bari     | A          | 0          | 0          |
| ott. 1989-1990 | Trani    | C2         | 23         | -18        |
| 1990-1991      | Bari     | A          | 10         | -11        |
| 1991-1992      | Bari     | A          | 17         | -16        |
| 1992-1993      | Bari     | B          | 0          | 0          |
| 1993-1994      | Bari     | B          | 6          | -6         |
| 1994-1995      | Bari     | A          | 1          | 0          |
| 1995-1996      | Bari     | A          | 2          | -7         |
| 1996-1997      | Bari     | B          | 4          | -3         |
| 1997-1998      | Taranto  | CND        | 29         | -19        |
| 1998-1999      | Messina  | C2         | 2          | -1         |

## Palmarès

### Club
- Campionato italiano di Serie B: 1

Bari: 1988-1989
- Coppa Italia Dilettanti: 1

U.S. Altamura: 1987-1988